# 斯巴達鎮區 (印地安納州諾布爾縣)
斯巴達鎮區（英語：Sparta Township）是位於美國印地安納州諾布爾縣的一個行政鎮區。

## 地方資料
根據2010年美國人口普查的數據，斯巴達鎮區的面積為91.30平方千米，當中陸地面積為90.80平方千米，而水域面積為0.50平方千米。當地共有人口2924人，而人口密度為每平方千米32.03人。